# Дімітріс Мітропулос
Дімітріс Мітропулос (грец. Δημήτρης Μητρόπουλος, 1 березня 1896, Афіни — 2 жовтня 1960, Мілан) — грецький диригент, піаніст, композитор, педагог.

## Біографія
Займався з композиції і фортепіано в консерваторіях Афін, Брюсселя, Берліна (в Берлінської консерваторії — у фортепіанному класі Ф. Бузоні). З 1930 року професор Афінської консерваторії з класу композиції.
У 1937 емігрував до США. 1949 — диригент С, в період 1950—1958 — головний диригент Нью-Йоркського філармонічного оркестру, в 1954-58 — театру Метрополітен-опера.
Виступав на Флорентійському, Зальцьбургському фестивалях, в Мілані (Ла Скала), Відні (Державна опера) та інших містах. 1934 року гастролював в СРСР. В оперному репертуарі Мітропулоса були твори В. А. Моцарта, Дж. Верді, Дж. Пуччіні, М. Равеля, Д. Мійо, опери «Євгеній Онєгін» Чайковського, Мусоргського «Борис Годунов».
Сам Мітропулос — автор опери «Сестра Беатриса» (1920), музики до спектаклів, симфоній та інших творів.
Мітропулос ніколи не був одружений. Він був «тихо відомий як гомосексуал» і «не відчував ніякої потреби в косметичному одруженні». Серед його зв'язків можна відмітити Леонарда Бернштайна (Leonard Bernstein).